# 市毛良枝の美女探偵シリーズ
『市毛良枝の美女探偵シリーズ』（いちげよしえのびじょたんていしりーず）は、1985年から1991年までテレビ朝日系「土曜ワイド劇場」で放送されたテレビドラマシリーズ。全6回。

## 概要・特色
- 主人公は市毛良枝で（役名は各々異なる）、身近で起きた連続殺人事件を解決していく名探偵サスペンス。
- このドラマは、女性をメインにした作品である。
- 第1作〜第4作はフィルム制作、第5作〜第6作はビデオ制作。
- 『市毛良枝の美女探偵シリーズ』は、のちに付けられたシリーズタイトルで初回放送のタイトルはそれぞれ下記の通り。
  - 『ダイエット殺人事件』
  - 『カルチャースクール連続殺人事件』
  - 『ダンススクール連続殺人』
  - 『伊豆リゾートホテル男女連続殺人』
  - 『ドライバースクール殺人事件』
  - 『セールスレディ連続殺人事件』

現在ファミリー劇場などの番組タイトルでは『市毛良枝の美女探偵シリーズ ダイエット殺人事件』となっている[1]。

## キャスト
第1作「ダイエット殺人事件」（1985年）
- 有沢葉子（ヘルスクラブのトレーナー） - 市毛良枝
- 小泉（刑事） - 田中隆三
- 鳴海夫人（ヘルスクラブの生徒） - 塩沢とき
- 五十嵐滝子（ヘルスクラブの生徒） - 千うらら
- 林健次（ヘルスクラブのトレーナー） - 南条弘二
- 有沢泰男（葉子の夫） - 村井国夫
- 老婆 - 浦辺粂子
- ミツエ（バーのマダム） - 田島令子
- 長さん - 根上淳
- 平井ノブコ - 春川ますみ
- 三島ゆり子、渡辺良子

第2作「カルチャースクール連続殺人事件」（1987年）
- 久保川牧子（久保川の妻） - 市毛良枝
- 久保川圭介（毛皮のセールスマン） - 中山仁
- 小山田（刑事） - 藤岡琢也
- 三上早苗（牧子の主婦仲間） - 春川ますみ
- 木村しず子（家政婦） - 三條美紀
- 大友文江（牧子の主婦仲間） - 中原早苗
- 原田徹（久保川の元同僚） - 藤木孝
- 辻美也子（牧子の主婦仲間） - 富田晃代
- 船戸順、草薙幸二郎、山西道広、村松克巳、光石研

第3作「ダンススクール連続殺人」（1988年）
- 寺沢とも子（寺沢の妻） - 市毛良枝
- 寺沢哲夫（証券会社社員） - 地井武男
- 大作（とも子の幼馴染） - 荻島真一
- 川北順一郎（川北総業 社長） - 安部徹
- みどり（とも子の友人） - 岡本麗
- 五十嵐環（ダンススクールの講師） - 奈美悦子
- すみえ（財テク主婦） - 松居一代
- 木村由紀（とも子のダンス仲間） - 愛染恭子
- 刑事 - 織本順吉
- 三島ゆり子

第4作「伊豆リゾートホテル男女連続殺人」（1988年）
- 信子 - 市毛良枝
- 岩城滉一、南田洋子、西岡徳馬、根上淳、ビートきよし、水上功治、篁友紀子、三島新太郎、水木薫

第5作「ドライバースクール殺人事件」（1991年）
- 富山冴子（元銀行員） - 市毛良枝
- 白井光雄（東部土地開発 社長） - 勝野洋
- 杉本芳江（冴子の友人） - 高瀬春奈
- 富山（冴子の夫） - 夏夕介
- 杉田良二（友部自動車学校の合宿指導員） - ぼんちおさむ
- 友部警察署 刑事 - 左右田一平
- 高峰（高峰の妻） - 大方斐紗子
- 主婦 - 伊藤幸子
- エレーヌ（黒木の亡き恋人） - テレサ・ハロー
- ママ - 山梨ハナ
- 正木照夫（友部自動車学校の教習生） - 佐藤仁哉
- 高峰清一（自動車教習所の所長） - 土屋嘉男
- 黒木浩介（元カーレーサー） - 地井武男
- 江幡高志

第6作「セールスレディ連続殺人事件」（1991年）
- 橘亜希子（高校の数学教師） - 市毛良枝
- 三上浩介（亜希子の恋人の記者） - 天宮良
- 尾花僚子（「グリーン・ユニティ」社員） - 桐生裕子
- 伊丹卓也（「グリーン・ユニティ」社長秘書） - 南条弘二
- 石田容子（「グリーン・ユニティ」社員、亜希子の学生時代の友人） - 泉晶子
- 小島照代（「グリーン・ユニティ」社員） - 桜樹ルイ
- 青柳桃江 - 吉丸晴子
- 九条富士子（「グリーン・ユニティ」社員、伊丹の愛人） - 長坂しほり
- 鮫島（編集長） - 横山あきお
- 徳丸泰司（「グリーン・ユニティ」本部長） - 西村淳二
- 南（刑事） - 志賀圭二郎
- 早乙女倫子（「グリーン・ユニティ」幹部） - 十勝花子
- 木暮美沙（「グリーン・ユニティ」社長） - 真木洋子
- 中屋総太郎（「グリーン・ユニティ」営業部長） - 天田俊明
- 松尾直美（証券会社社員・亜希子の学生時代の友人） - 金沢碧

## スタッフ
- 脚本 - 篠崎好、田上雄、峯尾基三
- 監督 - 村川透、長谷和夫、永野靖忠、高井牧人
- 音楽 - 津島利章（第1作・第4作・第5作）、黒住憲五（第2作）
- 制作 - 朝日放送（ABC）、スタッフアズバーズ

## 放送日程
| 話数 | 放送日         | タイトル サブタイトル                                                       | 脚本     | 監督     | 視聴率 |
| ---- | -------------- | --------------------------------------------------------------------------- | -------- | -------- | ------ |
| 1    | 1985年05月18日 | ダイエット殺人事件 レオタード熟女たちの危険なプレイに美人トレーナーが…      | 篠崎好   | 村川透   | 21.4%  |
| 2    | 1987年01月24日 | カルチャースクール連続殺人事件 人妻の死体はヨガのポーズで横たわる           | 篠崎好   | 村川透   | 20.6%  |
| 3    | 1988年03月12日 | ダンススクール連続殺人 ホテル特別室のシルバー売春“財テク主婦を疑え!”        | 篠崎好   | 長谷和夫 | 19.9%  |
| 4    | 7月23日        | 伊豆リゾートホテル男女連続殺人 信じますか? 世にも不思議な物語 幻の男の正体! | 篠崎好   | 村川透   | 18.0%  |
| 5    | 1991年10月19日 | ドライバースクール殺人事件 美人妻が夫の留守に…? 血塗られた不倫願望          | 田上雄   | 永野靖忠 | 16.6%  |
| 6    | 12月21日       | セールスレディ連続殺人事件 美人教師の華麗な転職! 年下の男は禁断の香り       | 峯尾基三 | 高井牧人 | 17.9%  |